# Capistrano, Vibo Valentina
Capistrano là một đô thị ở tỉnh Vibo Valentia trong vùng Calabria, có cự ly khoảng 35 km về phía tây namcủa Catanzaro và khoảng 20 km về phía đông của Vibo Valentia. Tại thời điểm ngày 31 tháng 12 năm 2004, đô thị này có dân số 1.147 người và diện tích là 21 km².
Đô thị Capistrano có các frazione (đơn vị trực thuộc) Nicastrello.
Capistrano giáp các đô thị: Chiaravalle Centrale, Filogaso, Maierato, Monterosso Calabro, San Nicola da Crissa, San Vito sullo Ionio, Torre di Ruggiero.